# 岳天禎
岳天祯（1238年—1309年），元朝大名冠氏县（今山东省冠县）人，岳存的儿子。
岳天祯承袭父亲之职，担任冠氏县军民弹压，参与围攻南宋襄樊，帅府承制任命他为管军百户，修立百丈山、鹿门等堡垒。岳天祯率领锐卒，冒着矢石，从樊城东北先登，被檑木所伤，摔到地上，又踩着梯子上登，手刃数人。修筑正阳东西城，在镇江造战船，岳天祯都督理工役。焦山之战，平定奉化反元势力，录功升为管军千户。平江南后，跟随元帅张弘范至柳林觐见忽必烈，被赐金锦、银鞍勒。担任昭勇大将军、福州路总管，平定尤溪反元势力。任期结束，改任吉州总管，平定永新势力，后转任赣州总管。七年后，转任建康总管，首定救荒的政策，百姓立碑以纪念他的政绩。至大二年，在建康去世，时年七十二岁。其子岳果，官至会昌州同知。